# Георг Конрад фон Лерхенфелд
Георг Конрад фон Лерхенфелд (на немски: Georg Konrad Freiherr von Lerrchenfeld; * 19 септември 1613 в Амерланд; † 12 февруари 1689) е фрайхер от стария баварски род Лерхенфелд в Бавария. Клонове на фамилията съществуват до днес.
Той е син на Йохан Албрехт фон Лерхенфелд (1572 – 1620) и съпругата му Мария Якобея Релингер († 1648), дъщеря на Кристоф Релингер (1559 – 1609) и Фелицитас Щамлер фон Хут († 1589).
На 2 март 1813 г. потомците му са графове в Кралство Бавария.

## Фамилия
Георг Конрад фон Лерхенфелд се жени на 6 април 1638 г. в Шпилберг за Мария Хелена Некер фон Некерщетен (* 3 юни 1617, Аугсбург; † 29 янусри 1702, Мюнхен), дъщеря на Вилхелм Некер фон Некерщеттен и Анна Катарина Имхоф. Те имат два сина:
- Франц Бено фон Лерхенфелд (* 22 юни 1641; † 13 октомври 1700, Ахам), фрайхер, женен на 7 юли 1669 г. в Арнсторф за фрайин Мария Елизабет фон Мугентал (* 11 април 1643, Ландсхут; † 22 юни 1727, Хам); имат син
- Йохан Вилхелм фон Лерхенфелд (* 3 декември 1650, Амерланд; † 7 март 1707, Пренберг), женен на 8 февруари 1676 г. в Пренберг за Мария Йохана Франциска фон Гумпенберг; имат син

- Дворец Амерланд на езерото Щарнберг
- Дворец Ахам, Долна Бавария